# Rise of the Rōnin
Rise of the Rōnin (ライズ オブ ザ ローニン?, Raizu obu za rōnin) è un gioco di ruolo d'azione del 2024 sviluppato dal Team Ninja di Koei Tecmo e pubblicato da Sony Interactive Entertainment per PlayStation 5 e da Koei Tecmo su Windows. È la terza collaborazione tra Sony e Koei Tecmo dopo Nioh e il suo sequel. Al momento dell'uscita, ha ricevuto recensioni generalmente positive dalla critica.

## Modalità di gioco
Rise of the Rōnin consente ai giocatori di creare un personaggio personalizzato. Il combattimento presenta una vasta gamma di armi comuni durante la guerra Boshin, come katane e varie armi da fuoco. Il gioco presenta scelte di storia nei momenti chiave, consentendo ai giocatori di schierarsi o combattere contro vari personaggi non giocanti, influenzando la storia. Le città storiche di Yokohama, Kyoto ed Edo possono essere esplorate, così come le aree in campagna. Il giocatore può attraversare con vari mezzi, come un cavallo, un rampino o un aliante. Il gioco offre la possibilità di passare da una difficoltà all'altra e una modalità multiplayer cooperativa per tre giocatori.

## Storia

### Impostazione
L'ascesa del Rōnin è ambientato a Yokohama, Edo e Kyoto, a metà del XIX secolo durante il Bakumatsu, gli ultimi anni del periodo Edo. Il gioco descrive la preparazione della guerra Boshin tra lo shogunato Tokugawa e varie fazioni anti-shogunato scontente dell'influenza occidentale dopo la riapertura forzata del Giappone dopo il periodo Sakoku.
La storia segue i Blade Twins, i cui sessi sono selezionati dal giocatore, e il loro coinvolgimento nel gruppo di resistenza Veiled Edge dopo che la loro famiglia è stata uccisa da oniwaban che lavoravano per lo Shogunato. Addestrati dal leader del Bordo Velato, il Fabbro di Spade, i Blade Twins iniziano la loro missione per rovesciare lo Shogunato.

### Trama
Nell'anno 1853, i Blade Twins vengono incaricati dal fabbro di assassinare il commodoro Matthew Perry e rubare un messaggio segreto in suo possesso. Riescono a rubare il messaggio, ma non riescono a uccidere Perry a causa dell'intervento di un altro assassino, il Demone Blu. Sconfitto, uno dei Blade Twins è costretto a fuggire mentre il loro partner si sacrifica per garantire la fuga del Blade Twin, ora il Protagonista. Dopo che gli oniwaban dello Shogunato attaccano il villaggio del Bordo Velato, il Protagonista si rende conto che il loro partner è ancora vivo e decide di abbandonare il Bordo Velato per cercarli. Il Fabbro costringe il Protagonista a un duello all'ultimo sangue per conquistare il diritto di abbandonare il clan, con il Protagonista che prevale e il Fabbro che augura loro buona fortuna con il suo ultimo respiro.
Il Protagonista si dirige verso Yokohama nel 1858, dove fanno amicizia con il ronin errante Ryōma Sakamoto. L'ordine sociale di Yokohama e di tutto il Giappone è stato gettato nel caos a causa dell'arrivo della spedizione Perry e della crescente influenza occidentale nel paese. Mentre Ryoma cerca il suo maestro Shoin Yoshida con i suoi compagni di scuola, il Protagonista indaga su dove si trovi il loro partner, ora noto come Demonclaw Samurai, che lavora per gli americani e gli inglesi. Il primo ministro dello Shogunato Naosuke Ii mette in atto una dura repressione e purghe dei sentimenti anti-shogunato e anti-stranieri, che culminano nell'arresto e nell'esecuzione di Shoin nel 1859, che fa arrabbiare Ryoma e i suoi amici. Genzui Kusaka decide di prendere il posto di Shoin e ribellarsi allo Shogunato, insieme a Kogoro Katsura, Shinsaku Takasugi e altri. Radunano un piccolo esercito per attaccare direttamente Ii. Il Demone Blu, la cui vera identità è Akikatsu Manabe, tenta di proteggere Ii ma viene colpito dal Protagonista per punizione, e Ii viene assassinato con successo o riesce a fuggire con un Manabe ancora vivo, solo per essere assassinato in seguito dal Samurai Demonclaw. Come risultato della morte di Ii, l'influenza americana in Giappone diminuisce mentre l'influenza britannica si rafforza, guidata da Ernest Satow e Rutherford Alcock.
Nel 1863, il Protagonista continua a lavorare con il gruppo di Ryoma a Edo dopo aver appreso che il Samurai Demonclaw sta collaborando con gli inglesi. Dopo che Genzui ha sfacciatamente bruciato la legazione britannica, Ryoma inizia a esitare di fronte ai metodi sempre più violenti di Genzui. Genzui stabilisce il suo prossimo obiettivo come Kaishu Katsu, un importante funzionario dello Shogunato. Il Protagonista e Ryoma attaccano Katsu, che li respinge facilmente e invece li conquista dalla sua parte raccontando loro il suo desiderio di riformare lo Shogunato e modernizzare il Giappone senza l'uso della violenza. Aiutano Katsu a reclutare ulteriori seguaci per la sua causa. Alla fine, incontrano lo Shogun Yoshinobu Tokugawa in persona, che esprime il suo desiderio di modernizzare il Giappone per eguagliare l'Occidente. Yoshinobu decide di recarsi a Kyoto come parte di uno stratagemma per attirare i suoi nemici allo scoperto, e Katsu chiede al Protagonista e a Ryoma di unirsi ai Roshigumi per proteggere Yoshinobu. Tuttavia, poco dopo il loro arrivo a Kyoto nel 1864, il leader dei Roshigumi, Kiyokawa Hachirō, viene assassinato dal Samurai Demonclaw e smascherato come traditore, gettando l'organizzazione nel caos. Il Roshigumi viene sciolto, alcuni dei suoi membri tornano a Edo mentre quelli rimasti a Kyoto formano lo Shinsengumi.
Percependo la debolezza, Genzui guida il clan Choshu ad attaccare Kyoto. Gli Shinsengumi, insieme al clan Satsuma armati di cannoni britannici, riescono a sconfiggere i Choshu. Il Protagonista affronta il Samurai Demonclaw, che rivela di essere stato dietro molti degli eventi che hanno accelerato il declino dello Shogunato come vendetta per la distruzione del loro villaggio. Il Protagonista non è d'accordo con il percorso di violenza del Samurai Artiglio Demoniaco e si rifiuta di unire le forze con loro. Il Samurai Demonclaw fugge mentre Genzui commette seppuku per evitare la cattura. Rendendosi conto che sia i Satsuma che i Choshu vogliono rovesciare lo Shogunato, nel 1866 Ryoma riesce a convincere il generale di Satsuma Takamori Saigo a unire le forze con i Choshu nonostante siano nemici tradizionali, formando l'Alleanza Choshu-Satsuma. Poco dopo, il Protagonista si infiltra nella Shinsengumi per indagare su un tentativo di omicidio di Ryoma. Il Protagonista sradica il traditore all'interno dello Shinsengumi e accompagna Ryoma al palazzo dello Shogun, dove riescono a sventare un tentativo di Satow di assassinare Yoshinobu e convincere quest'ultimo a sciogliere lo Shogunato ed effettuare una transizione pacifica del potere.
Nel 1867, nonostante Yoshinobu sia impegnato in negoziati con l'alleanza Choshu-Satsuma, il Samurai Demonclaw inizia a inscenare attacchi sotto falsa bandiera per alimentare le tensioni tra le due parti, culminando nel tentativo di assassinare Ryoma, che immagina un Giappone sotto un governo democratico. Ryoma viene ucciso o gravemente ferito. Senza l'influenza mediatrice di Ryoma, le relazioni tra lo Shogunato e l'alleanza crollarono, portando alla guerra Boshin nel 1868. Dopo un tentativo di assassinio da parte del Samurai Demonclaw, Yoshinobu è costretto a ritirarsi a Edo, permettendo alle forze dell'alleanza di impadronirsi di Kyoto dopo la battaglia di Toba-Fushimi. Katsu pianifica di bruciare Edo per impedirne la cattura, ma il Protagonista è in grado di negoziare un accordo pacifico tra le due parti che risparmia la città. Mentre i colloqui di pace vengono finalizzati, il Protagonista affronta e sconfigge il Samurai Demonclaw un'ultima volta, scegliendo di risparmiarlo o giustiziarlo. Se risparmiato, il partner si rende conto dell'errore dei suoi modi e, come penitenza, decide di lasciare il Giappone per osservarne lo sviluppo da lontano.
In seguito, lo Shogunato viene sciolto e Yoshinobu si ritira a vivere tranquillamente come civile mentre i leader dell'alleanza Choshu-Satsuma iniziano il processo di riorganizzazione del governo giapponese e di modernizzazione rapida dell'esercito e della marina, mentre i resti dello Shogunato e dello Shinsengumi salpano verso Hakodate per formare la Repubblica di Ezo. Se il giocatore riesce a salvare la vita di Ryoma e risparmia il Samurai Demonclaw, un filmato post-crediti mostra i due che si incontrano a New York.

## Sviluppo
Lo sviluppo di Rise of the Rōnin è iniziato nel 2015, con l'assistenza di XDev di PlayStation Studios. Secondo il presidente di Team Ninja, Fumihiko Yasuda, volevano creare un gioco che descrivesse il Giappone nei suoi momenti più bui, citando il periodo Bakumatsu come un'epoca da cui i videogiochi avrebbero "evitato". Anche l'ambientazione del gioco si presterebbe bene alla loro esperienza, grazie alla loro esperienza nella creazione di giochi incentrati su ninja e samurai, come Ninja Gaiden e Nioh. Secondo Yasuda, Rise of the Rōnin è il progetto più ambizioso che Team Ninja abbia mai sviluppato. Lo sviluppo di un titolo open world è stata una sfida particolare per Team Ninja, poiché fino ad ora hanno sviluppato solo giochi lineari basati su livelli. Yasuda ha citato la creazione di personaggi passivi non giocanti come "d'impatto" e "impegnativa", poiché nei loro titoli precedenti tutto sullo schermo era per il giocatore da sconfiggere.
Il regista Keishi Ōtomo, noto per il suo lavoro sulla serie di film Rurouni Kenshin, è stato il direttore dei filmati di apertura e in tempo reale del gioco. Commentando il suo lavoro, Ōtomo ha dichiarato di voler mostrare l'accumulo di energia nei momenti più bui del Bakumatsu, mentre la gente "aspettava che tutto implodesse". È rimasto colpito dall'attenzione ai dettagli che il Team Ninja ha avuto nella creazione del mondo, notando che avevano fatto bene la loro ricerca storica.
Inon Zur ha composto la colonna sonora del gioco, con i due strumenti principali che trasportano la maggior parte delle melodie sono il violoncello e lo shakuhachi.  Si prese la responsabilità di studiare musica giapponese come parte del lavoro e sentì che scrivere il tema per il Blade Twin era la cosa più impegnativa, notando che le loro azioni non erano puramente buone o cattive, ma considerate "diverse" e contraddicevano la storia del protagonista.

## Distribuzione
Rise of the Rōnin è stato annunciato il 13 settembre 2022, durante il livestream State of Play di PlayStation. Il 7 dicembre 2023, in occasione dei The Game Awards 2023, è stato rilasciato un trailer di pre-ordine, con data di uscita il 22 marzo 2024. I preordini sono stati aperti in Giappone il 14 dicembre 2023, rivelando che il gioco sarebbe stato venduto in due versioni, CERO D e CERO Z, a causa della violenza ritenuta eccessiva dalla Computer Entertainment Rating Organization of Japan.
Il 24 luglio 2024 è stata rilasciata una demo giocabile, con la possibilità di trasferire i progressi al gioco completo. Un artbook fisico pubblicato il 10 settembre 2024.
Il rilascio di una versione per Windows è previsto per l'11 marzo 2025 da parte di Koei Tecmo. Aggiunge funzionalità che utilizzano le capacità dei personal computer, tra cui il supporto per proporzioni ultra-wide, supporto per risoluzioni fino a 8K, supporto per 120 FPS, supporto AMD FSR, NVIDIA DLSS e Intel XeSS, generazione di frame, ray tracing e altro ancora.

### Controversia sulla Corea del Sud
Rise of the Rōnin non uscirà in Corea del Sud. I primi rapporti indicavano che ciò era dovuto ai commenti di Fumihiko Yasuda che paragonavano Shoin Yoshida a Socrate, che hanno suscitato polemiche in Corea del Sud. Sebbene Yoshida abbia svolto un ruolo chiave nella Restaurazione Meiji, è anche considerato una persona integrante in ciò che avrebbe portato il Giappone a conquistare e occupare la Corea. Sony ha successivamente confermato che il gioco non sarebbe uscito in Corea del Sud, ma non ha fornito un motivo ufficiale. Sony afferma di non aver mai avuto intenzione di rilasciare il gioco in Corea, affermando che "Rise of the Ronin per PlayStation 5 non è mai stato annunciato ufficialmente per il rilascio in Corea". Alcune versioni asiatiche del gioco sono state fornite con il supporto per la lingua coreana e il gioco è stato anche presentato nel blog PlayStation ufficiale della Corea del Sud nella sua presentazione iniziale nel settembre 2022 (da allora questa pagina è stata rimossa). Anche tutti i video promozionali del gioco sul canale YouTube ufficiale coreano di PlayStation sono stati rimossi.

## Accoglienza

### Critica
Rise of the Rōnin ha ricevuto recensioni "generalmente favorevoli" dalla critica, secondo il sito web aggregatore di recensioni Metacritic. Nei suoi materiali di presentazione annuale per l'anno fiscale 2023, Koei Tecmo ha notato che la maggior parte dei critici ha elogiato l'azione e la profondità dei sistemi di combattimento di Rōnin, nonché la storia e l'ambientazione ampliate alla fine del periodo Edo, sebbene la qualità della grafica del gioco e il design del mondo aperto abbiano ricevuto critiche.

### Vendite
In Giappone, Rise of the Rōnin ha venduto 64.646 unità fisiche durante la sua prima settimana, diventando il terzo gioco più venduto dietro Princess Peach: Showtime! e Dragon's Dogma 2. Al 9 giugno 2024 aveva venduto 128.110 unità fisiche in Giappone.

### Riconoscimenti
| Anno | Cerimonia                       | Categoria                              | Resultati | Ref.          |
| ---- | ------------------------------- | -------------------------------------- | --------- | ------------- |
| 2024 | PlayStation Partner Awards      | Special Award                          | Vinto     | [ 25 ]        |
| 2024 | PlayStation Partner Awards      | Users' Choice Award                    | Vinto     | [ 25 ]        |
| 2024 | PS Blog Game of the Year Awards | Best New Character                     | Runner-up | [ 26 ] [ 27 ] |
| 2024 | PS Blog Game of the Year Awards | Best Soundtrack                        | Nominato  | [ 26 ] [ 27 ] |
| 2024 | PS Blog Game of the Year Awards | Best Use of Dualsense                  | Nominato  | [ 26 ] [ 27 ] |
| 2024 | PS Blog Game of the Year Awards | Best PS5 Game                          | Nominato  | [ 26 ] [ 27 ] |
| 2024 | PlayStation Game Music Awards   | Traditional Sound Award                | Vinto     | [ 28 ]        |
| 2024 | Famitsu Hall of Fame            | Platinum Award (New Game Cross Review) | Vinto     | [ 29 ]        |